# Paliolla
Paliolla is een geslacht van weekdieren uit de klasse van de Gastropoda (slakken).

## Soorten
- Paliolla cooki (Angas, 1864)
- Paliolla templadoi (Ortea, 1989)